# 朝鮮王室儀軌
朝鮮王室儀軌（ちょうせんおうしつぎき）は、李氏朝鮮時代の行事や準備過程や動員された人員、費用の収支、製作された物の材質や方法などを文章や絵画で記録した文書類の総称である。

## 概要
李氏朝鮮時代、王室の嘉礼（結婚式）や国葬、冊封、築城、国王の実録など、国家や王室の主要行事に関し、その内容を「儀軌」と題して記録したものである。1600年（宣祖33年）の『（懿仁王后（））殯殿魂殿都監儀軌（）』が現存する一番古いものである。
当時の朝鮮では、行事の主管として「都監」、「庁」、「所」という臨時機関を設け、都監は行事終了後に解散し「儀軌庁」となって儀軌の編纂作業を行った。儀軌には、行事の準備過程や人員、費用の収支、製作された物の材質や方法などが準備過程が詳細に記録されている。1979年には、儀軌を参考にして、大韓民国京畿道水原市に華城が復元されている。
儀軌は、王室所用の「御覧用」のほか、議政府、礼曹判書、春秋館、その他の各史庫用に複数製作された。そのうち御覧用は、1866年（高宗4年）の丙寅洋擾（）の際に外奎章閣（王立図書館である奎章閣の別館）からフランス軍によって略奪されたため、韓国国内にほとんど残っていない。このとき略奪された御覧用の儀軌は、フランス国立図書館に納められている。
2007年には、Uigwe: The Royal Protocols of the Joseon Dynasty として、UNESCOの世界の記憶に指定された。

### 所蔵
- ソウル大学奎章閣 - 546種2940冊
- 韓国学中央研究所蔵書閣 - 287種490冊
- 日本の宮内庁書陵部 - 72種141冊
- フランス国立図書館 - 191種297冊

## 返還問題
韓国政府は、丙寅洋擾（）の際にフランスに流出した儀軌と、日本統治時代の1922年に朝鮮総督府から宮内省に引き渡された儀軌に対し、それぞれの政府に返還要求を行っている。

### フランスの対応
フランスは国内法を根拠に返還を拒否している。
1993年9月、金泳三大統領の求めにより訪韓したフランソワ・ミッテラン大統領は首脳会談において返還の意志を示し、実際翌日にはパリから「徽慶園園所都監儀軌（）」上巻を空輸させたが、それを知ったフランス国立図書館が猛反対し、下巻は返還されなかった。そのため韓国の市民団体は「フランス政府は韓国にTGVを売り込むために虚偽の合意を示した」と返還を求めてフランス国内で訴訟を起こした。フランス行政裁判所はその訴えを却下している（控訴審は継続中）。
2000年には、ジャック・シラク大統領と金大中大統領の首脳会談において、韓国が返還を求めている図書に「ふさわしい」古書をフランスに提供することで返還問題を2001年までに解決するという内容の協定が結ばれたが、この内容は韓仏両国内の専門家たちの反発を招き、しかも直後に韓国側が提供する書籍は複写であるということが明らかになったことより協定は解消されることになった。
2010年にソウル特別市で開催された第5回20か国・地域首脳会合（G20）において、訪韓したニコラ・サルコジ大統領が、李明博大統領と「5年ごとの貸与契約更新」の方法で韓国に貸与する事を提案し、韓国側もこれに合意、2011年4月14日に図書75点が韓国に到着。丙寅洋擾（）から数えて約145年ぶりに韓国に戻る事となった。5月27日までに計296点が韓国に到着し、ソウルの韓国国立中央博物館に収蔵される予定となっている。「5年ごとの貸与契約更新」という形であるものの、これを韓国側は「事実上の返還」とみている。

### 日本の対応

#### 宮内省へ渡った経緯
1907年（明治40年）宮内省の職務に「天皇及皇族実録の編纂に関する事項」が加わったことで、図書寮では「天皇皇族実録」をはじめとする実録類書の編纂を行っていた。1916年に高宗第七皇子の李垠と日本の梨本宮守正王第一女子の方子女王との祝事（結婚）が決まり、1918年（大正7年）に日本国内で結婚へ向けた納采の儀が執り行われた。また1919年1月には高宗の薨去などもあり、これらから図書寮の図書頭（長官）であった森林太郎（森鷗外）は、同年6月に嘱託員の浅見倫太郎に「王公族実録」の編纂を命じた。
「王公族実録」の編纂には高宗に関する記録のほか、先に亡くなっていた李熹公、李埈公をはじめとする李公家の成員に関する資料が必要であったが、李熹ら一族に関しては、高宗の親族であっても具体的な記録がほとんどなかった。浅見は朝鮮総督府に勤務していた際、李熹の日記が朝鮮にあることを聞き知っていたことから、李王職に問い合わせてみると、李公の日記や辞令などが存在していることが明らかになった。
浅見は李鍝からそれらを借り受ける。また朝鮮総督府に集められ保管されていた朝鮮王朝の行事や冠婚葬祭を記した膨大な記録である「儀軌」を編纂資料として求めた。1920年（大正9年）森林太郎（鴎外）の名で、朝鮮総督府参事官室宛に「朝鮮図書無償譲渡依頼」を出している。新城道彦によれば、宮内次官が総督府に宛てた「儀軌類図書譲渡の件」と記された書類には、資料は膨大な量であり、また細密画を含むため筆写は困難であり、帝国図書として永久保存したい旨が記されている、とされる。一方、宮脇淳子によれば、「あれ（=朝鮮王朝儀軌）は、日韓併合後、精密なコピーを日本の皇室に朝鮮から献上したものなのです」という。こうして「儀軌」は日本へと渡った。

#### 日本に対する返還要求
盧武鉉政権下の韓国で、北朝鮮とともに「返還運動」が組織された。
2006年（平成18年）12月には、この返還運動の一環として設置された「朝鮮王室儀軌還収委員会」が主体となり、韓国国会が「日本所蔵朝鮮王朝儀軌返還要求決議文」を決議して、返還請求を行った。また、朝鮮王室儀軌還収委員会は日本政府と皇室を相手取り、儀軌返還に向けた民事調停申請をソウル中央地方裁判所に行っている。
日本共産党の石井郁子議員の朝鮮王室儀軌に関する質問に対する日本政府の公式見解は、1965年（昭和40年）の韓国との請求権・経済協力協定により、両国及び両国民間の財産、請求権に関する問題は完全かつ最終的に解決されており、また、同年の韓国との文化財・文化協定の附属書で、同文書に掲げる文化財を両国政府間で合意する手続に従って協定の発効6ヶ月以内に韓国政府に対して引き渡すと定めたものの、朝鮮王室儀軌については、この引渡しを行うべき文化財には含まれておらず、さらに、その他の条約によっても引き渡すという法的義務は負っていないため、韓国側に引き渡す法的義務を何ら負っていないとしている。日本に存在する儀軌は、その大部分が1922年（大正11年）に朝鮮総督府を経由して宮内省（現・宮内庁）に移管されたものであり、その他は購入されたもの。宮内庁の書陵部には、儀軌と名のつく書籍は約80部、160冊ほどあるとされる。韓国の朝鮮王室儀軌還収委員会によると、日本の儀軌は「五台山（）史庫本」と呼ばれる保管本（五台山史庫本については、朝鮮王朝実録参照）。
2008年（平成20年）に盧武鉉政権を引き継いだ李明博政権は、公的要求として「日韓関係の象徴として例外的な扱いを求めたい」とし、外相会談の議題とする予定を明らかにした。
2010年（平成22年）2月25日には韓国の国会で日本に対する「儀軌返還要求決議案」が可決され、同年4月6日に韓国の国会議員である鄭義和、李貞鉉、李範観、成允煥（ハンナラ党）、金富謙、李潤錫、崔文洵（民主党）が、「日本の皇室や国会議員に今年、韓日強制併合100周年を迎えて植民地時代を反省する意味で儀軌返還を促す」ために来日した。同年8月10日、菅直人首相が発表する談話の内容が閣議決定され、そこに「朝鮮王室儀軌等の朝鮮半島由来の貴重な図書について、韓国の人々の期待に応えて近くこれらを"お渡し"したいと思います」とする一文が盛り込まれた。同年11月14日の日韓首脳会談にて朝鮮王室儀軌を含めた図書1,205冊を韓国に引き渡すことで正式に合意し、図書に関する日本国政府と大韓民国政府との間の協定（日韓図書協定）が署名された。
同年11月20日、在日本大韓民国民団は、高麗博物館や東京朝鮮人強制連行真相調査団、日本の戦争責任資料センターと、「朝鮮王室儀軌」のような図書に留まらずに、美術品や古墳からの出土品なども日本に「返還」させる方法について協議するため、韓国や日本の国会議員（民主党の石毛鍈子議員と日本共産党の笠井亮議員）を招いてシンポジウムを開催した。
2011年（平成23年）4月27日、衆議院外務委員会で日韓図書協定について民主党、公明党、共産党、社民党が賛成、自民党が反対の結果可決され、4月28日には衆議院本会議でも可決された。5月13日、朝鮮王室儀軌還収委員会は返還のために尽力したとして、共産党の笠井亮、民主党の石毛鍈子、社民党の服部良一の各衆院議員を表彰し、共産党の他の議員も出席し祝った。
2011年10月19日の野田佳彦首相と李明博大統領との日韓首脳会談時に、詩文集『正廟御製』と共に5冊が引き渡された。日本側は「日韓友好に資する」と朝鮮王室儀軌を引き渡したものの、当時の李明博政権は「取り戻した」として対日外交の勝利と位置づけた。

#### 影響・評価
韓国側は新たに京都、奈良、九州、東京の4国立博物館が所蔵する朝鮮半島由来の文化財4422点などの返還も求めている（4国立博物館が所蔵する朝鮮由来の文化財の内訳は、絵画102点、書籍95点、彫刻115点、金工592点、陶磁610点、漆工115点、染織41点、考古2102点、土俗650点）。産経新聞は、日本政府が朝鮮王室儀軌を引き渡した結果、他の文化財の返還要求が相次ぎ、かえって日韓間に新たな軋轢が生じているとして逆効果だったと評した。

### 日本の文化財に対する窃盗に関して
この朝鮮王室儀軌の引き渡しに関連して、同2011年4月、日本の外務省は大韓民国外交通商部に対し、1994年（平成6年）に長崎県壱岐の安国寺から盗まれた「高麗版大般若経」と、2002年（平成14年）に鶴林寺から盗まれた「阿弥陀三尊像」について、韓国内流入の事実確認や詳しい経緯の再調査を要請した。
安国寺蔵高麗版大般若経典
高麗版大般若経典は、1994年7月23日に493帖が長崎県壱岐市の安国寺宝物殿から盗まれていることが発覚した。1995年にしみや汚れ、巻末の署名などが酷似したもの3帖が韓国で「発見」され、韓国の国宝284号に指定された。
日本政府が、1998年に韓国政府に確認を要請したが、個人所有であるとして返還が認められなかった。所有者は、コリアナ化粧品（코리아나화장품）会長で韓国博物館会会長の兪相玉（유상옥、ユ・サンオク）であり、結局、韓国政府は、確認できないとして2001年に韓国国内法において時効とした。
絹本著色阿弥陀三尊像　掛け軸１幅
2002年7月、兵庫県鶴林寺宝物殿から国の重要文化財の掛け軸絹本著色聖徳太子絵伝6幅と絹本阿弥陀三尊像1幅が盗まれた。重要文化財の掛け軸「絹本著色聖徳太子絵伝」6幅は、翌年取り戻された。韓国政府の調査協力により、韓国人男性二名が韓国で実刑判決を受けたが、2011年現在、絹本阿弥陀三尊像は行方不明のままである。

## 関連文献
- NHK取材班『朝鮮王朝「儀軌」百年の流転』 NHK出版 2011年10月 ISBN 978-4140814963
- 天川恵美子・木村洋一郎著、チョ・ヤンウク訳『朝鮮王室儀軌の秘密』（深い青社）（韓国語）
- 永島広紀「NHK『朝鮮遺産 百年の流転』顛末記」 『正論』2012年10月号